# Idealizzazione
Con idealizzazione, nel gergo scientifico, si intende il processo grazie al quale nei modelli scientifici si assumono sui fenomeni da modellare fatti che sono veramente falsi. Spesso queste assunzioni vengono effettuate allo scopo di rendere i modelli più facili da comprendere e manipolare. Molte volte l'idealizzazione non pregiudica - per una ragione o per l'altra - l'accuratezza predittiva del modello, sicché molti dibattiti che vertono sull'utilità di un certo modello spesso concernono in effetti l'appropriatezza delle diverse idealizzazioni.

## Uso fatto in passato
Galileo ha utilizzato il concetto di idealizzazione allo scopo di formulare la legge della caduta libera dei corpi, ipotizzando degli esperimenti che assumevano superfici prive di attrito o sfere perfettamente rotonde e rigide. Infatti, il modo in cui si presentano di solito gli oggetti ordinari finisce per oscurare la loro essenza matematica: l'idealizzazione è utilizzata appunto per contrastare questa caratteristica della nostra esperienza quotidiana.
Il più noto esempio di idealizzazione negli esperimenti di Galileo è la sua analisi della causa del moto. Galileo ha previsto che se una sfera perfettamente rotonda e liscia rotola su di un piano perfettamente levigato, allora nulla potrebbe fermarla. Questa ipotesi è effettuata sulla base dell'assunzione attraverso cui non esiste la resistenza dell'aria.

## Altri esempi di idealizzazione

### Fisica
Un altro esempio dell'uso dell'idealizzazione in fisica è quello della legge dei gas di Boyle: Per ogni x e y, se tutte le molecole in y sono perfettamente elastiche e sferiche, posseggono massa e volume eguali, hanno dimensione trascurabile e non esercitano alcuna forza l'una sull'altra tranne quella della reciproca collisione, allora se x è un gas e y è una data massa di x rinchiusa in un recipiente di grandezza variabile, e la temperatura di y è tenuta costante, allora ogni diminuzione del volume di y aumenta la pressione di y in modo proporzionale, e viceversa.
In fisica spesso si fa riferimento a sistemi newtoniani privi di attrito. Sebbene sappiamo che l'attrito è sempre presente nei sistemi reali, disporre di un modello in cui l'attrito è assente può fornirci delle indicazioni sul comportamento dei sistemi reali nel caso in cui la forza di attrito sia trascurabile. Un'altra disciplina, la geometria, nasce dal processo di idealizzazione perché essa descrive in sostanza un universo di entità, figure e forme ideali. Perfetti cerchi, sfere, linee rette e angoli sono gli elementi essenziali di questa disciplina, che sarebbero pressoché impossibili senza idealizzazione.

### Biologia
Allo stesso modo di come il metodo dell'idealizzazione è stato utilizzato nello studio della fisica e della matematica, anche Charles Darwin ha introdotto il metodo della idealizzazione in biologia. Questo è stato alla base, in misura non trascurabile, della sua teoria dell'evoluzione, portandola alla sua maturità scientifica.

### Filosofia politica
È stato anche sostenuto dalla "scuola di Poznań" (in Polonia) che anche Karl Marx abbia utilizzato l'idealizzazione nelle scienze sociali (vedi le opere scritte da Leszek Nowak). Analogamente nei modelli economici si assume che gli individui operino in base alla scelta massimamente razionale. Questa assunzione, benché si sa che viene violata dai comportamenti effettivi degli esseri umani, può spesso portare a comprendere il comportamento delle popolazioni.

## Limiti del suo uso
Nonostante il successo conseguito nelle summenzionate discipline, l'introduzione del metodo dell'idealizzazione non è in alcun modo un indicatore del fatto che una data scienza abbia raggiunto o meno la maturità. Inoltre, non esiste alcun algoritmo che possa mostrare come l'introduzione dell'idealizzazione possa incidere su una disciplina nella quale essa non è stata mai prima applicata.
Mentre l'idealizzazione è ben appropriata nell'analizzare certe discipline scientifiche, essa è stata tradizionalmente rigettata da altre. Ad esempio, l'estensione dell'uso dell'idealizzazione nello studio dei fenomeni mentali è stato fermamente respinto. Husserl, che ne era consapevole e aveva riconosciuto l'importanza dell'idealizzazione, ha rifiutato di estenderne l'uso nei suoi studi sulla coscienza. Husserl si oppose all'applicazione dell'idealizzazione allo studio degli oggetti appartenenti al dominio della mente in quanto riteneva che i fenomeni mentali non portano di per sé alla idealizzazione; ovvero, l'idealizzazione non rivela la vera essenza dei fenomeni mentali.
Benché il metodo della idealizzazione di Galileo sia considerato uno degli elementi essenziali della moderna scienza non-aristotelica, esso è tuttavia fonte di continue controversie nella letteratura della filosofia della scienza. Nancy Cartwright, ad esempio, ha suggerito che l'idealizzazione galileiana presuppone l'esistenza in natura di tendenze e potenzialità, sicché che ciò consentirebbe di effettuare delle estrapolazioni al di là del caso ideale.
Da quanto detto, ne segue che il metodo dell'idealizzazione di Galileo non ci assiste nella descrizione del comportamento dei singoli corpi od oggetti del mondo reale. Le leggi create facendo uso dell'idealizzazione - le leggi dei gas, la legge del moto di Newton, ecc. - descrivono solo il comportamento di corpi ideali; e il loro comportamento è predicibile solo quando siano stati eliminati o assunti un considerevole numero di fattori.